# Pteraspis
Pteraspis is een geslacht van uitgestorven kaakloze vissen die leefden in het Laat-Siluur en het Vroeg-Devoon. De naam Pteraspis is een combinatie van de Griekse woorden πτερόν pterón (vleugel) en ἀσπίς aspis (schild) en kan worden gereproduceerd als een gevleugeld schild. Pteraspis werd voor het eerst wetenschappelijk beschreven door Rudolf Kner in 1847, maar Louis Agassiz had het taxon Pteraspis rostrata al in 1835 opgericht. Andere belangrijke bewerkingen zijn afkomstig van Huxley (1861), Woodward (1891) en Sepkoski (2002).

## Beschrijving
Pteraspis bereikte een lengte van twintig tot vijfentwintig centimeter en was dorsoventraal enigszins afgeplat. Net als andere Heterostraci had hij ook een pantser dat de voorkant van zijn lichaam bedekte en hem beschermde tegen roofdieren zoals eurypteriden. Tegelijkertijd diende het pantser als een fosfaatreserve in tijden van nood. Het beschermende pantser, dat ongetwijfeld het gevolg was van de fusie van individuele schalen, was niet uniform, maar was verdeeld in een dorsaal en ventraal schild. Het werd ook doorkruist door kleine kanalen die waarschijnlijk verbonden waren met de sensorische organen. Het ooggebied werd beschermd door twee kleinere orbitale platen, het zijgebied door twee cornuale platen. De achterste romp en staartvin waren bedekt met sterke, tegelachtige overlappende schubben. De staartvin was extreem asymmetrisch met een zeer grote en sterke ventrale lob, maar zal zeer effectief moeten zijn geweest met snelle richtingsveranderingen. Afgezien van de staartvin had Pteraspis geen andere vinnen, maar ondanks zijn pantser was hij een goede zwemmer. Verstijfde vleugelachtige uitsteeksels (vandaar de naam Pteraspis) staken uit zijn kieuwen, die voortkwamen uit de beschermende branchiale platen en hem waarschijnlijk stabiliseerden tijdens het zwemmen. Bovendien was er een hoornvormig rostrum voor de ogen, wat het een zeer hydrodynamische vorm gaf. Rond de ventrale mondopening waren enkele kleinere platen (orale platen), die hem hielpen bij de voedselinname. De ogen waren klein en zaten opzij. Op zijn rug droeg Pteraspis verdere stekels achter de licht gebogen, grote dorsale spoor, die mogelijk als extra bescherming tegen mogelijke aanvallers heeft gediend.

## Leefwijze
Aangenomen wordt dat Pteraspis zich voedde met plankton, dat onder het zeeoppervlak dreef en leek op de huidige garnalen. Het feit dat hij in open zee leefde, is te zien aan de socialisatie met andere mariene fossielen. Er zijn echter ook vondsten gedaan in het gebied van de fluviale facies.

## Vondsten
Vondsten zijn gedaan in Engeland, Scandinavië en Duitsland, in zout- en zoetwaterafzettingen. De volgende vindplaatsen van Pteraspis zijn bekend:
- Brazilië:
  - Pará – Maecuru-Formation (Eifelium)
- Duitsland:
  - Gemünden – Hunsrückschiefer (Onder-Emsium)
- Tsjechië:
  - Dobrotiva – Dobrotiva-Formation (Ordovizium, Darriwilium)
  - Šárka – Šárka-Formation (Darriwilium)
- Oekraïne:
  - Podolië:
    - Babin – Babin Sandstone Formation (Lochkovium, Pragium)
    - Crisceatec (Lochkovium)
    - Ivane Suite Formation (Lochkovium)
- Verenigd Koninkrijk:
  - Morville, Shropshire – Lower Old Red Sandstone, Downton Group en Ditton Group met Pteraspis Band (Lochkovium)
  - Rowlestone Hill, Herefordshire – Middelste Ditton Group (Lochkovium)
  - Tar Grove Quarry bij Ludlow (Shropshire) – Onderste Ditton Group (Lochkovium)

## Taxonomie
Het geslacht Pteraspis vormt samen met meerdere zustergroepen de naar haar benoemde familie der Pteraspididae (vaak ook slechts Pteraspidae), waaronder Althaspis, Anchipteraspis, Archaeoteuthis, Brachipteraspis, Canadapteraspis, Chiastolepis, Cosmaspis, Cyathaspis, Doryaspis, Errivaspis, Escharaspis, Eucyclaspis, Europrotapsis, Gigantaspis, Grumantaspis, Holaspis, Kallostracon, Lampraspis, Larnovaspis, Loricopteraspis, Miltaspis, Mylopteraspidella, Mylopteraspis, Oreaspis, Palaeoteuthis, Pholidosteus, Podolaspis, Protaspis, Protopteraspis, Psephaspis, Rhachiaspis, Rhinopterspis, Scaphaspis, Sphagodus, Stegobranchiaspis, Tolypaspis, Tolypelepis, Ulutitaspis, Unarkaspis en Zascinaspis. Subtaxa zijn Pterapis crouchi, Pteraspis dixoni, Pteraspis dunensis, Pteraspis mitchelli, Pteraspis rostrata en Pteraspis stensioei. Het typefossiel is Pteraspis rostrata Agassiz 1835, ook bekend als Pteraspis rostratus of Cephalaspis rostratus.